# Carlota de Albret
Carlota de Albret (em francês:  Charlotte d'Albret; Gasconha, 1480 — Castelo de La Motte-Feuilly, 11 de março de 1514), foi suo jure Dame de Châlus, Duquesa de Valentinois, uma nobre e rica francesa da família Albret; sendo irmã de D. João III de Navarra, e esposa do notório César Bórgia com quem se casou em 1499. Ela foi a mãe de sua única filha legítima, Luísa Bórgia, para quem atuou como regente após a morte de César.

## Família
Carlota foi a filha de Alan de Albret, senhor de Albret, e de Francisca de Châtillon, condessa de Périgord e viscondessa de Limoges.
Os seus avós paternos foram João I de Albret, senhor de Albret e visconde de Tartas e Catarina de Rohan. Os seus avós maternos foram Guilherme, visconde de Limoges e Isabel de La Tour de Auvérnia. 
O seu trisavô foi Carlos I de Albret, Condestável de França, que foi o comandante do exército francês na Batalha de Agincourt, em 1415, quanto foi morto pelo exército inglês liderado pelo reo Henrique V de Inglaterra.
Carlota teve seis irmãos, entre eles João III de Navarra, consorte da rainha Catarina de Foix, e o cardeal Amanieu d'Albret.

## Biografia
Em 10 de maio de 1499, com a idade de 19 anos, ela se casou em Blois com César Bórgia, filho ilegítimo do Papa Alexandre VI e de Vannozza dei Cattanei. Ele havia sido recentemente feito Duque de Valentinois pelo rei Luís XII da França. O casamento foi político, organizado com o objetivo de fortalecer a aliança de César com a França. Pouco depois do casamento, César acompanhou o Rei Luis, em sua invasão da Itália.
Carlota foi descrita como sendo "bela e rica" e o cronista contemporâneo Arnauld Feron relata que César Bórgia ficou entusiasmado com o casamento. Em 1504, ela se tornou titular das propriedades de Feusines, Néret, e La Motte-Feuilly.
Quase sete anos após a morte de seu marido, Carlota morreu em 11 de março de 1514 no castelo de La Motte-Feuilly. Ela foi enterrada no convento das Annonciades de Bourges.